# 茹库鲁库
茹库鲁库是巴西巴伊亚州的一个市镇。总面积1438.463平方公里，总人口8735人，人口密度6.1人/平方公里。